# Beaver Creek (Maryland)
Pour les articles homonymes, voir Beaver Creek.
Beaver Creek est une census-designated place située dans le comté de Washington, dans l’État du Maryland, aux États-Unis. Lors du recensement de 2020, elle comptait 461 habitants.